# Plexipomisis elegans
Plexipomisis elegans är en korallart som först beskrevs av Thomson och Mackinnon 1911.  Plexipomisis elegans ingår i släktet Plexipomisis och familjen Isididae. Inga underarter finns listade i Catalogue of Life.